# Cadrema colombensis
Cadrema colombensis är en tvåvingeart som beskrevs av Nartshuk 2002. Cadrema colombensis ingår i släktet Cadrema och familjen fritflugor. Inga underarter finns listade i Catalogue of Life.